# Baziláris membrán
A baziláris membrán a belső fülben, a cochleában (csiga) elhelyezkedő rezgésre alkalmas vékony hártyaréteg, mely alapvető szerepet játszik a hanghatás, a hallás tulajdonképpeni létrejöttében.

## Felépítése

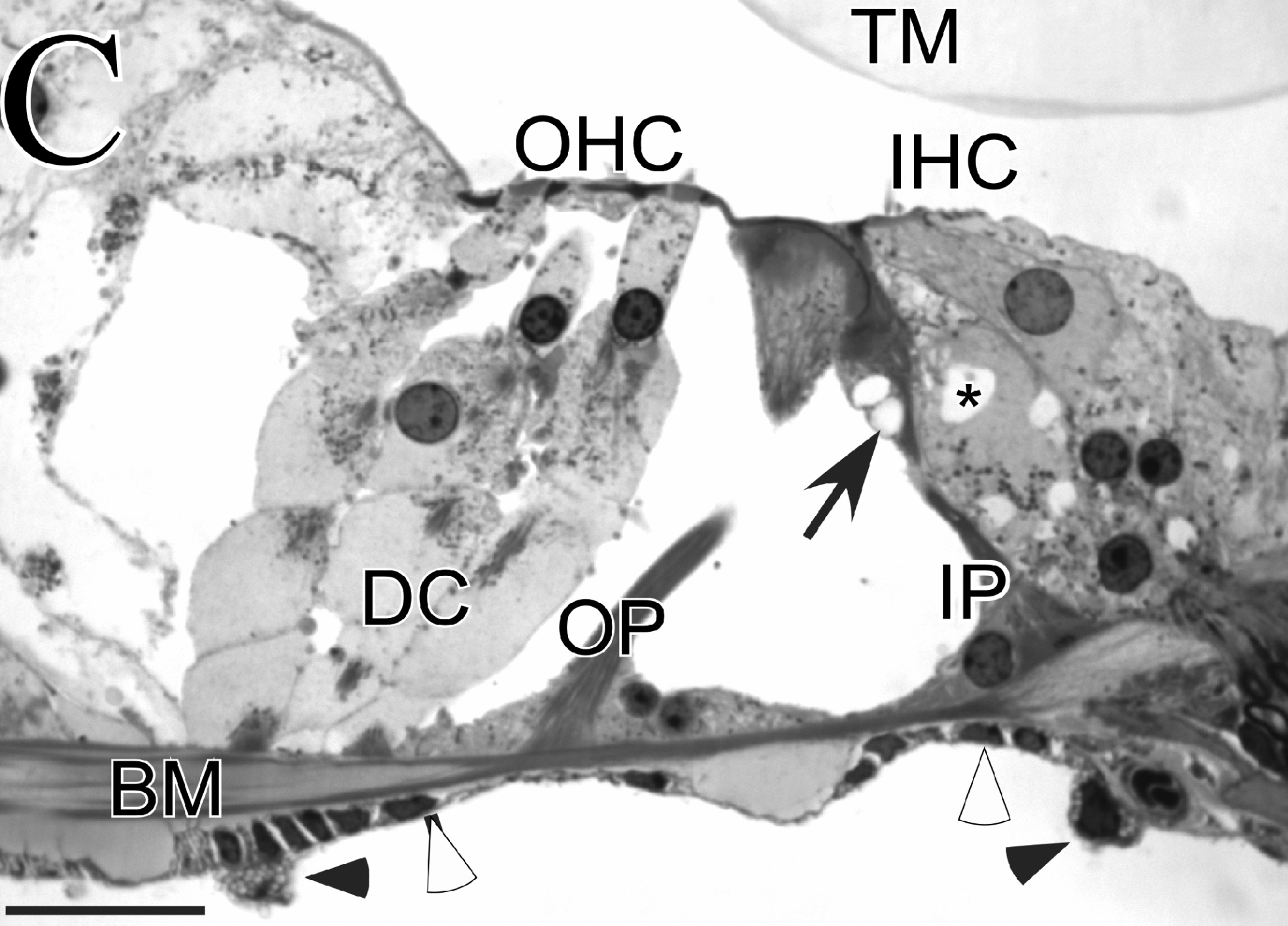
Corti-féle szerv a baziláris membránnal. Jelölések: (IP) belső szőrsejtek, (BM) baziláris membrán, (IHC) belső szőrsejtek are probably a processing artifact.

A baziláris membrán a cochleát választja ketté, nagyjából középen. A hang az ovális ablakon keresztül érkezik a belső fülbe, és lényegében rezgésre készteti a baziláris membránt, mely a Corti-féle szervvel áll kapcsolatban. A membrán közvetetten érintkezik a fedőhártyával (tectorialis membran), illetve az ún. szőrnyalábbal, amely voltaképp a membránon helyeződik, és afferens beidegzést kap, pontosabban a n. vestubulocochlearis idegét.

## Működése
A membrán nem azonos struktúrájú teljes hosszában, mivel a hanghatás létrejöttéért felelős feszítettsége eltérő és más-más frekvenciák érzékelését teszi lehetővé. A magasabb frekvenciájú hangok a csiga alapjánál, az alacsonyabb frekvenciájúak a csiga tetején lévő membránszakaszt rezegtetik meg. A külső szőrsejtek a hang mechanikai erősítését végzik, a belső szőrsejteknek a mechanikus rezgések elektromos impulzussá való átalakításában van szerepük.
A belső szőrsejtek csúcsi részükön a sztereociliumokba projektálódnak. Amikor ezek mozgásban vannak, ion csatornák nyílnak meg, melynek következtében a szőrsejtek depolarizálódnak. és glutamát neurotranszmitter szabadul fel, amely a következő sejt depolarizációját okozza, amik a vestibulocochlearis idegből kapnak rostokat.